# Hal Hartley
Hal Jr. Hartley (Lindenhurst, 3 novembre 1959) è un regista, sceneggiatore e produttore cinematografico statunitense.
Attivo nel cinema indipendente, le sue pellicole di maggior successo, Trust (1990), Amateur (1994) e La follia di Henry (1998), si distinguono per il singolare umorismo e l'inusualità dei personaggi, impegnati in dialoghi di stampo filosofico.
I suoi film hanno lanciato la carriera di numerosi attori, come Adrienne Shelly, Edie Falco, Martin Donovan, Parker Posey, Karen Sillas ed Elina Löwensohn. Hartley compone spesso le colonne sonore dei propri lavori dietro lo pseudonimo di Ned Rifle, includendovi regolarmente brani originali di formazioni indipendenti, come Yo La Tengo e PJ Harvey.

## Filmografia

### Lungometraggi
- L'incredibile verità (The Unbelievable Truth) (1989)
- Trust - Fidati (Trust) (1990)
- Surviving Desire – film TV (1992)
- Uomini semplici (Simple Men) (1992)
- Amateur (1994)
- Flirt (New York-Berlino-Tokyo) (Flirt) (1995)
- La follia di Henry (Henry Fool) (1998)
- The Book of Life (1998)
- No Such Thing (2001)
- The Girl from Monday (2005)
- Fay Grim (2006)
- Meanwhile (2011)
- Ned Rifle (2014)
- Where to Land (2021)

### Cortometraggi
- Kid (1984)
- The Cartographer's Girlfriend (1987)
- Dogs (1988)
- Ambition (1991)
- Theory of Achievement (1991)
- Flirt (1993)
- Iris (1994)
- Opera No. 1 (1994)
- NYC 3/94 (1994)
- Kimono (2000)
- The New Math(s) (2000)
- The Sisters of Mercy (2004)
- The Apologies (2010)
- Implied Harmonies (2010)
- Accomplice (2010)
- Adventure (2010)
- A/Muse (2010)

### Televisione
- Red Oaks – serie TV, 8 episodi (2015-2017)